# Особь (серия фильмов)
«Особь» (англ. Species) — серия научно-фантастических фильмов ужасов, созданная Деннисом Фельдманом и состоящая из трех связанных фильмов и одного отдельного фильма.

## Фильмы
- Особь (1995)
- Особь 2 (1998)
- Особь 3 (2004)
- Особь: Пробуждение (2007)

## В ролях
| Персонажи                     | Особь                             | Особь 2            | Особь 3                              | Особь: Пробуждение |
| Персонажи                     | 1995 г.                           | 1998 г.            | 2004 г.                              | 2007 г.            |
| ----------------------------- | --------------------------------- | ------------------ | ------------------------------------ | ------------------ |
| Сил                           | Наташа Хенстридж Мишель Уильямс Y | Только упоминание  | Воспоминание                         |                    |
| Престон "Пресс" Леннокс       | Майкл Мэдсен                      | Майкл Мэдсен       |                                      |                    |
| Доктор Лаура Бейкер           | Марг Хельгенбергер                | Марг Хельгенбергер |                                      |                    |
| Ксавьер Фитч                  | Бен Кингсли                       |                    | Только упоминание                    |                    |
| Доктор Стивен Арден           | Альфред Молина                    |                    |                                      |                    |
| Дэн Смитсон                   | Форест Уитакер                    |                    |                                      |                    |
| Канун                         |                                   | Наташа Хенстридж   | Наташа Хенстридж                     |                    |
| Патрик Росс                   |                                   | Джастин Лазард     |                                      |                    |
| Сенатор США Джадсон Росс      |                                   | Джеймс Кромвель    |                                      |                    |
| Деннис Гэмбл                  |                                   | Микелти Уильямсон  |                                      |                    |
| Полковник Картер Берджесс мл. |                                   | Джордж Дзундза     |                                      |                    |
| Портус                        |                                   | Николай Вота       | Джоэл Стоффер Кристофер Р. Гиллум Ю. |                    |
| Сара                          |                                   |                    | Солнечный Мабри Саванна Филдс Y      |                    |
| Амелия                        |                                   |                    | Амелия Кук                           |                    |
| Дин                           |                                   |                    | Робин Данн                           |                    |
| Доктор Брюс Эббот             |                                   |                    | Роберт Неппер                        |                    |
| Гастингс                      |                                   |                    | Джон Пол Питок                       |                    |
| Миранда Холландер             |                                   |                    |                                      | Хелена Маттссон    |
| Азура                         |                                   |                    |                                      | Марлен Фавела      |
| Том Холландер                 |                                   |                    |                                      | Бен Кросс          |
| Форбс Магуайр                 |                                   |                    |                                      | Доминик Китинг     |

## Съёмочная группа
| Съёмочная группа          | Особь                                  | Особь 2               | Особь 3                                | Особь: Пробуждение                     |
| Съёмочная группа          | 1995 г.                                | 1998 г.               | 2004 г.                                | 2007 г.                                |
| ------------------------- | -------------------------------------- | --------------------- | -------------------------------------- | -------------------------------------- |
| Режиссёр                  | Роджер Дональдсон                      | Питер Медак           | Брэд Тернер                            | Ник Лайон                              |
| Продюсер                  | Деннис Фельдман, Фрэнк Манкузо-младший | Фрэнк Манкузо-младший | Дэвид Двиггинс                         | Фрэнк Манкузо-младший Лоренцо О'Брайен |
| Сценарист                 | Деннис Фельдман                        | Крис Бранкато         | Бен Рипли                              | Бен Рипли                              |
| Композитор                | Кристофер Янг                          | Эдвард Ширмур         | Элиа Кмирал                            | Кевин Хаскинс Пол Кристо               |
| Оператор-постановщик      | Анджей Бартковяк                       | Мэтью Ф. Леонетти     | Джеймс Кобленц                         | Хайме Рейносо                          |
| Редактор                  | Конрад Бафф                            | Ричард Норд           | Кристиан Зебальдт                      | Роберт Комацу                          |
| Производственная компания | Frank Mancuso Productions              | FGM Entertainment     | MGM Television FGM Entertainment       | MGM Television 360 Pictures            |
| Дистрибьютор              | Metro-Goldwyn-Mayer                    | Metro-Goldwyn-Mayer   | Metro-Goldwyn-Mayer Home Entertainment | Metro-Goldwyn-Mayer Home Entertainment |
| Дата выпуска              | 7 июля 1995 года                       | 10 апреля 1998 года   | 27 ноября 2004 года                    | 29 сентября 2007 года                  |
| Продолжительность         | 108 минут                              | 93 минуты             | 112 минут                              | 98 минут                               |

## Прием

### Кассовые сборы[1]
| Фильм              | Дата выпуска        | Северная Америка        | Другие территории       | Мировой                  | Бюджет                | Ссылка |
| ------------------ | ------------------- | ----------------------- | ----------------------- | ------------------------ | --------------------- | ------ |
| Особь              | 7 июля 1995 года    | 60 074 103 долл. США    | 53 300 000 долларов США | 113 374 103 долл. США    | 35 миллионов долларов | [ 2 ]  |
| Особь 2            | 10 апреля 1998 года | 19 217 565 долларов США | 7 600 000 долларов США  | 26 817 565 долларов США  | 35 миллионов долларов | [ 3 ]  |
| Особь 3            | 27 ноября 2004 года |                         |                         |                          |                       |        |
| Особь: Пробуждение | 2 октября 2007 года |                         |                         |                          |                       |        |
| Общий доход        | Общий доход         | 79 291 668 долларов США | 60 900 000 долларов США | 140 191 668 долларов США | 70 миллионов долларов |        |

### Отзывы критиков и зрителей
| Фильм              | Rotten Tomatoes   | Metacritic       | CinemaScore |
| ------------------ | ----------------- | ---------------- | ----------- |
| Особь              | 43% (65 рецензий) | 49 (25 рецензий) | B-          |
| Особь 2            | 9% (33 рецензий)  | 19 (13 рецензий) | C           |
| Особь 3            | 17% (6 рецензий)  | —                | —           |
| Особь: Пробуждение | 0% (2 рецензии)   | —                | —           |